# Карабчевский, Исаак
Исаак Карабчевский (порт. Isaac Karabtchevsky'; род. 27 декабря 1934, Сан-Паулу) — бразильский дирижёр российского еврейского происхождения.
В 1969—1995 годах — главный дирижёр Бразильского симфонического оркестра. В 1988—1994 годах одновременно главный дирижёр венского Тонкюнстлероркестра; в этот период начал дирижировать и операми в Венской государственной опере («Средство Макропулоса» Яначека, «Флорентийская трагедия» и «Карлик» Землинского). 
С 1995 года руководил венецианским оперным театром Ла Фениче; поставил «Летучего голландца» Вагнера, «Фальстафа» Верди, «Садко» Римского-Корсакова, «Кармен» Бизе, «Замок герцога Синяя борода» Бартока и другими; в 1996 году, сразу после того, как пожар полностью уничтожил театр, дирижировал Второй симфонией Малера («Воскресение») в Базилике Сан-Марко. 
В 2003—2006 годах возглавлял Симфонический оркестр Порту-Алегри. В 2004—2009 годах — главный дирижёр Национального оркестра Страны Луары.